# 過海隧道巴士606線
過海隧道巴士606線是香港一條來往彩雲（豐盛街）及小西灣（藍灣半島）的過海隧道巴士路線，由九巴及城巴聯合經營，提供牛池灣、九龍灣商貿區、觀塘、藍田來往北角、鰂魚涌、太古城、耀東邨、筲箕灣、柴灣及小西灣的過海隧道巴士服務。
本線另設輔助線606A線及606X線，一同取代606線於平日早上繁忙時段的服務。前者來往彩雲（豐盛街）及耀東邨，提供牛池灣、彩德邨（僅往港島方向）、彩盈邨（僅往港島方向）、九龍灣商貿區（僅往九龍方向）、觀塘、藍田來往北角、鰂魚涌、太古城及耀東邨的過海隧道巴士服務。後者來往九龍灣（企業廣場）及小西灣（藍灣半島），途經觀塘、藍田及東區走廊直達筲箕灣及柴灣，後者另設特別班次，在星期一至五黃昏繁忙時間於啟業邨單向開往小西灣（藍灣半島）。

## 歷史
1989年9月22日，為配合東區海底隧道於1989年9月21日通車，本線以106E為名投入服務，後改稱404，其後劃一東隧巴士線以6字頭作編號，最後正名為606，由九巴及中巴聯營，當時來往彩雲及柴灣（東），成為牛池灣首條來往港島東區的專利過海巴士路線，並與601線成為東隧首兩條專利過海巴士路線和觀塘區首兩條來往港島東區的專利過海巴士路線，以及繼106線後第二條來往柴灣的常規專營過海巴士路線。當時服務時間為每日06:30-19:22。開辦之時，由於東隧港島出口的地理環境限制，無法直接駛入鰂魚涌，加上地鐵東隧支線（觀塘綫）於東隧通車同一時間投入服務，為避免與鐵路直接競爭，本線在港島東區的行車路線，在離開東隧後需先途經西灣河，然後繞經鰂魚涌祐民街及太古城中心，再返回筲箕灣道東行往柴灣，這樣導致由鰂魚涌至北角民康街一段的乘客無法乘搭東隧的巴士線，只能乘搭地鐵來往東九龍。
1990年4月1日，為配合小西灣邨落成及小西灣的發展，總站延長至小西灣邨巴士總站。
1996年7月8日，在東區區議會要求下，本線改經耀東邨、興東邨、鰂魚涌及北角。同年，九巴增派空調巴士於本線行走。
1998年9月1日，中巴專營權結束，改為九巴及城巴聯營，並提升至全空調服務。
2001年7月22日，配合小西灣（藍灣半島）公共運輸交匯處啟用而遷往該處。
2004年5月31日，輔助線606P線投入服務，改經啟業巴士總站及牛頭角巴士總站，不經九龍灣工業區、耀興道及環翠道，只開平日0735、0800兩班。
2010年11月15日，每日09:00前由彩雲開出之班次被分拆出來，編號為606A，由清水灣道後改經觀塘道、彩石里、彩興路（彩德邨）、彩霞道（彩盈邨）、牛頭角巴士總站及牛頭角道（牛頭角上邨）後返回原有路線，不經九龍灣工業區。
2011年8月31日，由當日09:30起，配合土木工程拓展署啟德發展的道路改善計劃，往彩雲方向改由常怡道右轉宏照道，返回原有路線，原位於常怡道的巴士站取消，改停宏照道國際交易中心巴士站。
2013年1月28日，606A線於彩霞道近彩頤居增設巴士站。
2013年12月16日，星期一至六上午之服務分拆為606A及新線606X：606A線港島總站縮短至耀東邨，並改為於星期一至六上午提供雙向服務，而假日往小西灣（藍灣半島）之班次則編為606線的特別班次。新增特快路線606X線來往九龍灣（企業廣場）及小西灣（藍灣半島），祇於星期一至六上午提供服務，來回程不經耀東邨、西灣河、太古及鰂魚涌。606P線停止服務。
2015年3月16日，修改星期一至六班次，同時更改606X線啟業特別班次的開出時間。5月4日，606X線加密由小西灣開出的班次。
2016年5月23日，九巴班次增設到站時間預報。
2018年5月28日，城巴班次增設實時抵站時間查詢服務。
2018年6月25日，606X線增設星期一至五18:20及18:32由啟業開往小西灣藍灣半島的班次。
2021年8月1日：606假日特別班次和606A由豐盛街開出班次加設彩興路巴士站。

## 服務時間及班次
606常規班次
| 彩雲（豐盛街）開 | 彩雲（豐盛街）開 | 彩雲（豐盛街）開 | 小西灣（藍灣半島）開 | 小西灣（藍灣半島）開 | 小西灣（藍灣半島）開 |
| 日期             | 服務時間         | 班次（分鐘）     | 日期                 | 服務時間             | 班次（分鐘）         |
| ---------------- | ---------------- | ---------------- | -------------------- | -------------------- | -------------------- |
| 星期一至五       | 09:30-11:10      | 20               | 星期一至五           | 09:30-11:10          | 25                   |
| 星期一至五       | 11:30-13:10      | 25               | 星期一至五           | 11:30-13:10          | 20                   |
| 星期一至五       | 13:30-15:10      | 20               | 星期一至五           | 13:30-15:10          | 25                   |
| 星期一至五       | 15:30            | 15:30            | 星期一至五           | 15:30-16:30          | 20                   |
| 星期一至五       | 15:50-16:40      | 25               | 星期一至五           | 16:50-18:10          | 20                   |
| 星期一至五       | 17:00-18:20      | 20               | 星期一至五           | 18:35、18:55         | 18:35、18:55         |
| 星期一至五       | 18:40-20:00      | 20               | 星期一至五           | 19:20-20:00          | 20                   |
| 星期六           | 09:30-11:10      | 20               | 星期六               | 09:30-11:10          | 25                   |
| 星期六           | 11:30-13:10      | 25               | 星期六               | 11:30-13:10          | 20                   |
| 星期六           | 13:30-15:10      | 20               | 星期六               | 13:30-15:10          | 25                   |
| 星期六           | 15:30-16:50      | 20               | 星期六               | 15:30-16:50          | 20                   |
| 星期六           | 17:10-18:30      | 20               | 星期六               | 17:10-18:30          | 20                   |
| 星期六           | 18:50            | 18:50            | 星期六               | 18:50                | 18:50                |
| 星期六           | 19:10-20:00      | 25               | 星期六               | 19:10-20:00          | 25                   |
| 星期日及公眾假期 | 06:30-07:20      | 25               | 星期日及公眾假期     | 06:30-07:30          | 20                   |
| 星期日及公眾假期 | 07:40            | 07:40            | 星期日及公眾假期     | 07:50-08:50          | 20                   |
| 星期日及公眾假期 | 08:00-09:00      | 20               | 星期日及公眾假期     | 09:10-10:30          | 20                   |
| 星期日及公眾假期 | 09:20-10:20      | 20               | 星期日及公眾假期     | 10:50-11:30          | 20                   |
| 星期日及公眾假期 | 10:40-11:40      | 20               | 星期日及公眾假期     | 11:50-12:50          | 20                   |
| 星期日及公眾假期 | 12:00-13:00      | 20               | 星期日及公眾假期     | 13:10-14:10          | 20                   |
| 星期日及公眾假期 | 13:20-14:20      | 20               | 星期日及公眾假期     | 14:30-15:30          | 20                   |
| 星期日及公眾假期 | 14:40-15:40      | 20               | 星期日及公眾假期     | 15:50-16:50          | 20                   |
| 星期日及公眾假期 | 16:00-17:00      | 20               | 星期日及公眾假期     | 17:10                | 17:10                |
| 星期日及公眾假期 | 17:20-18:20      | 20               | 星期日及公眾假期     | 17:30-18:20          | 25                   |
| 星期日及公眾假期 | 18:45-20:00      | 25               | 星期日及公眾假期     | 18:45-20:00          | 25                   |

- 粗體字班次改經彩福，不經九龍灣

606A
| 彩雲（豐盛街）開 | 彩雲（豐盛街）開                  | 耀東邨開   | 耀東邨開                          |
| 日期             | 開出時間                          | 日期       | 開出時間                          |
| ---------------- | --------------------------------- | ---------- | --------------------------------- |
| 星期一至六       | 06:10、06:30、06:50、07:10、07:30 | 星期一至六 | 06:30、07:00、07:25、07:50        |
| 星期一至六       | 07:55、08:20、08:45、09:10        | 星期一至六 | 08:10、08:30、08:50、09:10、09:30 |

606X
| 小西灣（藍灣半島）開 | 小西灣（藍灣半島）開       | 九龍灣開   | 九龍灣開                   | 九龍灣開 |
| 日期                 | 開出時間                   | 日期       | 開出時間                   | 起點站   |
| -------------------- | -------------------------- | ---------- | -------------------------- | -------- |
| 星期一至五           | 06:10、06:30、06:50、07:10 | 星期一至六 | 06:30、06:50、07:10、07:30 | 企業廣場 |
| 星期一至五           | 07:25、07:37、07:50、08:00 | 星期一至六 | 08:30、08:50               | 企業廣場 |
| 星期一至五           | 08:15、08:30、08:50、09:10 | 星期一至六 | 07:45@、08:05@             | 啟業     |
| 星期六               | 06:10、06:30、06:50、07:10 | 星期一至五 | 18:20、18:32               | 啟業     |
| 星期六               | 07:25、07:37、07:50、08:05 |            |                            |          |
| 星期六               | 08:25、08:45、09:10        |            |                            |          |

- 有 @ 號之班次在抵達九龍灣（企業廣場）巴士總站後，將停留至07:50及08:10才開出。
- 斜體字班次不經九龍灣（企業廣場）巴士總站

606A及606X線逢星期日及公眾假期不設服務，而606線平日上午繁忙時間亦不設服務。
- 註：有紅字班次為九巴派車，其餘班次為城巴派車。

## 收費
606(A/X)
| 路線   | 全程收費 | 分段收費 |
| ------ | -------- | --- |
| 606(A) | $12.9    | - 過東區海底隧道後往彩雲（豐盛街）／小西灣（藍灣半島） (606)／耀東邨 (606A)：$7.2 - 彩雲聖若瑟小學往彩雲（豐盛街）：$6.8 - 太康樓往小西灣（藍灣半島） (606)／耀東邨 (606A)：$6.1 |
| 606X   | $14.4    | - 過東區海底隧道後往小西灣（藍灣半島）：$7.7 - 過東區海底隧道後往九龍灣：$6.1 |

| - 本線設有12歲以下小童及65歲或以上長者半價優惠。 - 65歲或以上香港居民使用「樂悠咭」，以及12歲以下合資格殘疾兒童使用「殘疾人士身份」個人八達通繳付車資，均可享有每程$2.0或半價（以較低者為準）的票價優惠；12至64歲合資格殘疾人士使用「殘疾人士身份」個人八達通（包括「樂悠咭」），以及60至64歲香港居民使用「樂悠咭」繳付車資，均可享有每程$2.0或全費（以較低者為準）的票價優惠。 - 65歲或以上長者如使用長者或一般個人八達通繳付車資，則只可享有半價優惠；12至64歲合資格殘疾人士如不使用「殘疾人士身份」個人八達通，以及60至64歲人士如不使用「樂悠咭」繳付車資，必須繳付全費。 - 乘客可以現金或八達通於上車時付款，不設找續。 - 每位成人乘客可免費攜帶最多兩名4歲以下而不佔座位的兒童乘客乘車，超額之4歲以下小童必須繳付小童車費乘車。 - 持有「九巴月票」之乘客在車票有效期內，每日可享最多10程任何九龍巴士及龍運巴士路線（包括本路線，合資格車程只適用於九龍巴士／龍運巴士提供的班次；惟乘搭機場「A」及「NA」線則可享原價二七折優惠（不會計算每天10次合資格車程））；而B1線則可每日可享最多2程（不會計算每天10次合資格車程）。 - 九龍巴士、城巴、龍運巴士及陽光巴士全職員工及家屬（不包括外判職員）可免費乘搭本路線（陽光巴士員工及家屬只適用於九龍巴士提供的班次），惟必須拍職員或職員家屬八達通。 - 乘客亦可使用AlipayHK「易乘碼」、支付寶、WeChatHK／微信支付「搭車碼」、銀聯雲閃付「乘車碼」及BOC Pay「乘車碼」、具有感應式支付功能的JCB、卡美國運通、大來國際、Discover Card（只適用於九龍巴士／龍運巴士提供的班次）、VISA、Mastercard及銀聯卡，以及Apple Pay、Google Pay及Samsung Pay流動支付平台繳付車資。九巴班次的乘客使用上述付款方式，將只可享有與其他九巴路線／聯營路線九巴班次之轉乘優惠；城巴班次的乘客使用上述付款方式，將只可享有與其他城巴獨營路線或聯營線城巴班次之轉乘優惠。乘客亦不能享有「公共交通費用補貼計劃」及「長者及合資格殘疾人士公共交通票價優惠計劃」。 |

## 八達通轉乘優惠
乘客登上本線往港島方向後150分鐘內以同一張八達通卡於東區海底隧道收費廣場轉乘以下路線往港島方向，或從以下路線登車後150分鐘內以同一張八達通卡於東區海底隧道收費廣場轉乘本線往港島方向，次程可獲$5折扣優惠：
使用八達通卡乘搭此路線往港島方向之乘客，若於登車後150分鐘內在東區海底隧道巴士轉乘站以同一張八達通卡轉乘下列路線往港島，第二程成人票價可減收$5.0，小童／長者票價減收$2.5：
| 東隧轉乘優惠計劃路線列表 | 東隧轉乘優惠計劃路線列表 | 東隧轉乘優惠計劃路線列表 | 東隧轉乘優惠計劃路線列表 |
| 巴士公司                 | 轉乘路線                 | 出發地                   | 目的地                   |
| ------------------------ | ------------------------ | ------------------------ | ------------------------ |
| 城巴、九巴               | 302                      | 慈雲山（北）             | 上環                     |
| 城巴、九巴               | 302A                     | 慈雲山（北）             | 北角（健康村）           |
| 城巴、九巴               | 307                      | 大埔中心                 | 中環碼頭                 |
| 城巴、九巴               | 307A                     | 大埔頭                   | 上環                     |
| 城巴、九巴               | 307P                     | 大埔（汀太路）           | 天后站                   |
| 九巴                     | 373                      | 聯和墟                   | 中環（香港站）           |
| 城巴、九巴               | 601                      | 寶達                     | 金鐘（東）               |
| 城巴、九巴               | 601P                     | 寶達                     | 上環                     |
| 九巴                     | 603                      | 平田                     | 中環碼頭                 |
| 九巴                     | 603A                     | 平田                     | 中環                     |
| 九巴                     | 603S                     | 平田                     | 中環                     |
| 城巴、九巴               | 606                      | 彩雲（豐盛街）           | 小西灣（藍灣半島）       |
| 城巴、九巴               | 606A                     | 彩雲（豐盛街）           | 耀東邨                   |
| 城巴、九巴               | 606X                     | 九龍灣                   | 小西灣（藍灣半島）       |
| 城巴                     | 608                      | 九龍城（盛德街）         | 筲箕灣                   |
| 九巴                     | 613                      | 安泰（西）               | 筲箕灣                   |
| 九巴                     | 613A                     | 安泰（西）               | 杏花邨                   |
| 城巴、九巴               | 619                      | 順利                     | 中環（港澳碼頭）         |
| 城巴、九巴               | 619P                     | 順利                     | 中環（港澳碼頭）         |
| 城巴、九巴               | 641                      | 啟業                     | 中環（港澳碼頭）         |
| 城巴、九巴               | 671                      | 鑽石山站                 | 鴨脷洲（利樂街）         |
| 九巴                     | 673                      | 上水                     | 中環（香港站）           |
| 九巴                     | 673A                     | 上水                     | 中環（林士街）           |
| 九巴                     | 673P                     | 上水                     | 中環（林士街）           |
| 城巴、九巴               | 678                      | 上水                     | 銅鑼灣（東院道）         |
| 城巴、九巴               | 680                      | 利安                     | 金鐘（東）               |
| 城巴、九巴               | 680B                     | 富安花園                 | 金鐘（東）               |
| 城巴、九巴               | 680P                     | 烏溪沙站                 | 金鐘（東）               |
| 城巴、九巴               | 680X                     | 烏溪沙站                 | 中環（港澳碼頭）         |
| 城巴、九巴               | 681                      | 馬鞍山市中心             | 中環（香港站）           |
| 城巴、九巴               | 681P                     | 耀安                     | 上環                     |
| 城巴                     | 682                      | 烏溪沙站                 | 柴灣（東）               |
| 城巴                     | 682A                     | 馬鞍山市中心             | 柴灣（東）               |
| 城巴                     | 682B                     | 沙田（水泉澳邨）         | 柴灣（東）               |
| 城巴                     | 682P                     | 烏溪沙站                 | 柴灣（東）               |
| 城巴、九巴               | 690                      | 康盛花園                 | 中環（交易廣場）         |
| 城巴、九巴               | 690P                     | 康盛花園                 | 中環（交易廣場）         |
| 城巴                     | 694                      | 調景嶺站                 | 小西灣邨                 |

606A↔106
由本路線往耀東方向於上車後兩小時半內轉乘106線往小西灣（藍灣半島）方向，或由106線往黃大仙方向轉乘本線往彩雲方向，第二程免費。

## 使用車輛
1996年，九巴增派空調巴士行走，派出丹尼士巨龍9.9米來提升服務水平。1998年9月，中巴專營權結束後，本線由城巴接辦。初時派出簇新的富豪奧林比安11米行走，隨後因客量不高而換入了較舊款的利蘭奧林比安10.4米，以及全港獨有的丹尼士三叉戟三型10.6米單門巴士，營造出城巴全線以單門雙層巴士行走的情景。
踏入2000年代，客量越見低迷，班次及派車數目有所減少，然而，兩巴派車並無退步。九巴改派富豪超級奧林比安10.6米行走，是本線首批低地台巴士，九龍灣車廠（K）廠方特別為這批巴士在機械上調校，使之更能應付陡峭的道路。至年代中期，換入配備Duple Metsec車身的丹尼士三叉戟三型10.6米雙門巴士。城巴則在2003年「沙士」期間起，每逢周日及公眾假期派出猛獅NL262單層巴士行走，以減低營運開支。此情況維持了一年多，至2008年11月9日起再度實行。
從2008年起，觀塘區和港島東的摩天商業大廈陸續落成，它們的位置剛好在本線服務區域內，但客量並未得到顯著回升。直至2009年，因應利蘭奧林比安10.4米年事已高，城巴把剛剛騰出的一批丹尼士巨龍12米派給本線，有效提高載客量，是本線首次以12米巴士作為主力。九巴方面，並無跟隨城巴改派載客量高的巴士，反而在2010年2月17日起在本線試驗全港首部配置歐盟五型環保引擎的亞歷山大丹尼士Enviro 400空調兩層雙軸巴士，是自1983年空調勝利二型（G544／CM3879）及丹尼士祖比倫（N364／CF4180）試驗失敗後，首部正式服役的雙軸雙層空調巴士，此車是最環保的巴士之一，但也是當時香港載客量最低的雙層巴士；九巴首部配Wright Eclipse Gemini 2車身的10.6米富豪B9TL兩軸雙層空調巴士（AVBWS1／PP9062）於2011年4月7日起於本路線服役，五天後（4月12日）正式上牌本路線，取代一輛10.6米Duple Metsec車身丹尼士三叉戟（ATS16／JJ6076），成為九巴首條擁有超過一輛兩軸雙層低地台空調巴士作字軌車的巴士路線。事隔3年，於2013年1月11日起，再換入2輛同類型車款（亞歷山大丹尼士Enviro 400）雙層空調巴士，進一步提升本線水平，並節省東區海底隧道額外車軸收費（現時每程為$25）。
2014年10月13日起，本路線其中一輛亞歷山大丹尼士Enviro 400被一輛全新落地、由荷蘭VDL 巴士生產，配置MCV D102RLE-HK車身的雙層兩軸巴士VDL DB300（AMC1／SY4050）樣辦車替代（該車於2014年1月27日經水路運抵香港，同年9月22日獲運輸署出牌），為香港專營巴士公司中首次出現該款巴士行走，亦令本路線首次有三款兩軸雙層空調巴士的樣版行走。（上述三款兩軸樣版車已於2015年9月調往690線）
為了在完成尾班車前班次派車適當為了方便返自己公司巴士車廠，尾班車往彩雲方向以派九巴，到達總站以便後返回九龍灣車廠下班，而尾班車往小西灣（藍灣半島）方向以派城巴，到達總站後返回柴灣車廠下班。
現時九巴使用4輛亞歷山大丹尼士Enviro 500 MMC 12米（ATENU）和4輛富豪B9TL 12米（AVBWU），均屬九龍灣車廠。另外，亞歷山大丹尼士Enviro 400 10.5米（ATSE）仍會不定期行駛本線。有時亞歷山大丹尼士Enviro 500 ATE 會行走此路線。 
| 車隊編號 | 車牌   |
| -------- | ------ |
| AVBWU86  | PV7987 |
| AVBWU135 | PX5374 |
| AVBWU252 | RJ2681 |
| AVBWU253 | RJ2733 |
| ATENU361 | TB9073 |
| ATENU536 | TL1596 |
| ATENU774 | TT9286 |
| ATENU895 | TX3678 |

城巴平日會派亞歷山大丹尼士Enviro 50012米及亞歷山大丹尼士Enviro 500 MMC 12米巴士，間少會派富豪B8L12米巴士作為抽調在藍灣半島巴士總站的行走其他城巴路線。

## 行車路線
606(A)
彩雲（豐盛街）開經：豐盛街、清水灣道、觀塘道、（彩石里、彩興路、彩榮路、天橋、彩霞道、佐敦谷北道）、偉業街、啟祥道、宏照道、常悅道、常怡道、天橋、牛頭角道、雅麗道、觀塘道、鯉魚門道、藍田站巴士總站、鯉魚門道、東區海底隧道、東區走廊、民康街、英皇道、筲箕灣道、太康街、鯉景道、太安街、成安街、耀興道、#南康街、#筲箕灣道、#柴灣道、#環翠道、#柴灣道、#小西灣道、#富怡道及#小西灣道。
小西灣（藍灣半島）／耀東邨開經：#小西灣道、#富怡道、#小西灣道、#柴灣道、#環翠道、#柴灣道、#筲箕灣道、#新成街、耀興道、惠亨街、太祥街、筲箕灣道、英皇道、康山道、英皇道、健康西街、七姊妹道、電照街、渣華道、民康街、東區走廊、東區海底隧道、鯉魚門道、觀塘道、協和街、同仁街、裕民坊、康寧道、牛頭角道、天橋、常怡道、宏照道、啟祥道、偉業街、觀塘道、彩虹交匯處、清水灣道、新清水灣道及豐盛街。
- 註：

1. 606線特別班次及606A線不經斜體字之路段，改經括號內之路段。
2. 606A線不經有#號的路段。

606X
小西灣（藍灣半島）開經：小西灣道、富怡道、小西灣道、柴灣道、環翠道、柴灣道、筲箕灣道、愛秩序街、南安街、筲箕灣巴士總站、南安里、東區走廊、東區海底隧道、鯉魚門道、觀塘道、協和街、同仁街、裕民坊、康寧道、牛頭角道、天橋、常怡道、宏照道、常悅道、宏冠道及臨樂街。
九龍灣／啟業開經：宏照道、常悅道、#宏冠道、#臨樂街、#九龍灣公共運輸交匯處、#常悅道、#宏光道、#啟福道、常怡道、天橋、牛頭角道、雅麗道、觀塘道、鯉魚門道、藍田站巴士總站、鯉魚門道、東區海底隧道、東區走廊、南安里、南安街、筲箕灣巴士總站、南安里、筲箕灣道、柴灣道、小西灣道、富怡道及小西灣道。
九龍灣開出的早上常規班次不經斜體字之街道。
啟業開出的黃昏班次不經有#號的街道。

### 沿線車站
606(A)
| 彩雲（豐盛街）開 | 彩雲（豐盛街）開                      | 彩雲（豐盛街）開                 | 小西灣（藍灣半島）(606)／耀東邨(606A)開 | 小西灣（藍灣半島）(606)／耀東邨(606A)開 | 小西灣（藍灣半島）(606)／耀東邨(606A)開 |
| 序號             | 車站名稱                              | 位置                             | 序號                                    | 車站名稱                                | 位置                                    |
| ---------------- | ------------------------------------- | -------------------------------- | --------------------------------------- | --------------------------------------- | --------------------------------------- |
| 1                | 彩雲（豐盛街）巴士總站                | 彩雲（豐盛街）巴士總站           | 1@                                      | 小西灣（藍灣半島）                      | 小西灣（藍灣半島）公共運輸交匯處        |
| 2                | 彩雲邨                                | 清水灣道                         | 2@                                      | 富怡花園                                | 富怡道                                  |
| 3                | 牛池灣轉車站－彩虹站（K6） （坪石邨） | 坪石公共運輸交匯處               | 3@                                      | 小西灣邨                                | 小西灣道                                |
| 4                | 坪石邨翠石樓                          | 清水灣道                         | 4@                                      | 富城閣                                  | 柴灣道                                  |
| #5               | 臨華街                                | 宏照道                           | 5@                                      | 樂軒臺                                  | 柴灣道                                  |
| #6               | 常悅道 (企業廣場)                     | 常悅道 (企業廣場)                | 6@                                      | 環翠商場                                | 柴灣道                                  |
| #7               | 常怡道                                | 常怡道                           | 7@                                      | 環翠邨澤翠樓                            | 環翠道                                  |
| *                | 啟業邨                                | 觀塘道                           | 8@                                      | 興華邨卓華樓                            | 環翠道                                  |
| *                | 彩興路                                | 彩興路                           | 9@                                      | 興華邨豐興樓                            | 環翠道                                  |
| *                | 彩盈邨盈安樓                          | 彩霞道                           | 10@                                     | 天主教海星堂                            | 柴灣道                                  |
| *                | 彩盈邨盈順樓                          | 彩霞道                           | 11@                                     | 興民邨                                  | 柴灣道                                  |
| *                | 彩頤居                                | 彩霞道                           | 12@                                     | 山翠苑                                  | 柴灣道                                  |
| *                | 牛頭角                                | 牛頭角巴士總站                   | 13@                                     | 筲箕灣官立中學                          | 柴灣道                                  |
| *                | 牛頭角上邨                            | 牛頭角道                         | 14@                                     | 阿公岩道                                | 柴灣道                                  |
| 8                | 花園大廈喜鵲樓                        | 牛頭角道                         | 15@                                     | 南安里                                  | 筲箕灣道                                |
| 9                | 牛頭角站（V1）                        | 觀塘道                           | 16@                                     | 新成街                                  | 筲箕灣道                                |
| 10               | 觀塘市中心（T2）                      | 觀塘道                           | 17@                                     | 筲箕灣廣場                              | 耀興道                                  |
| 11               | 觀塘站（S5）                          | 觀塘站公共運輸交匯處             | 18@                                     | 東盛苑                                  | 耀興道                                  |
| 12               | 觀塘游泳池（R3）                      | 鯉魚門道                         | 19@                                     | 耀東邨耀明樓                            | 耀興道                                  |
| 13               | 藍田站                                | 藍田公共運輸交匯處               | 20@                                     | 耀東商場                                | 耀興道                                  |
| 14               | 東區海底隧道轉車站（K1）              | 東區海底隧道                     | ^                                       | 耀東邨                                  | 耀東邨巴士總站                          |
| 15               | 健康村                                | 英皇道                           | 21                                      | 耀東邨耀華樓                            | 耀興道                                  |
| 16               | 模範邨                                | 英皇道                           | 22                                      | 東熹苑景熹閣                            | 耀興道                                  |
| 17               | 民新街                                | 英皇道                           | 23                                      | 興東邨                                  | 耀興道                                  |
| 18               | 新威園                                | 英皇道                           | 24                                      | 太寧街                                  | 惠亨街                                  |
| 19               | 船塢里                                | 英皇道                           | 25                                      | 康怡廣場                                | 康山道                                  |
| 20               | 太古城中心                            | 英皇道                           | 26                                      | 寶峰園                                  | 英皇道                                  |
| 21               | 太康樓                                | 太康街                           | 27                                      | 新威園                                  | 英皇道                                  |
| 22               | 港島民生書院                          | 太安街                           | 28                                      | 民新街                                  | 英皇道                                  |
| 23               | 東欣苑                                | 耀興道                           | 29                                      | 健康村                                  | 英皇道                                  |
| 24               | 東熹苑                                | 耀興道                           | 30                                      | 電照街                                  | 電照街                                  |
| 25               | 東熹苑逸熹閣                          | 耀興道                           | 31                                      | 東區海底隧道轉車站（L1）                | 東區海底隧道                            |
| 26               | 耀東邨耀華樓                          | 耀興道                           | 32                                      | 藍田站                                  | 鯉魚門道                                |
| 27               | 耀東邨                                | 耀東邨巴士總站                   | 33                                      | 觀塘法院（F2）                          | 鯉魚門道                                |
| 28@              | 耀東邨耀興樓                          | 耀興道                           | 34                                      | 裕民坊                                  | 裕民坊                                  |
| 29@              | 耀東邨耀貴樓                          | 耀興道                           | 35                                      | 牛頭角站                                | 牛頭角道                                |
| 30@              | 筲箕灣廣場                            | 耀興道                           | 36                                      | 觀塘官立小學                            | 牛頭角道                                |
| 31@              | 南安里                                | 筲箕灣道                         | 37                                      | 常悅道 (Megabox)                        | 宏照道                                  |
| 32@              | 阿公岩道                              | 柴灣道                           | 38                                      | 臨華街                                  | 宏照道                                  |
| 33@              | 鯉魚門公園                            | 柴灣道                           | 39                                      | 牛池灣轉車站－彩雲聖若瑟小學（E1）      | 清水灣道                                |
| 34@              | 大潭道                                | 柴灣道                           | 40                                      | 彩雲邨白虹樓                            | 新清水灣道                              |
| 35@              | 東區醫院                              | 柴灣道                           | 41                                      | 彩雲（豐盛街）巴士總站                  | 彩雲（豐盛街）巴士總站                  |
| 36@              | 高威閣                                | 柴灣道                           |                                         |                                         |                                         |
| 37@              | 興華邨興翠樓                          | 環翠道                           |                                         |                                         |                                         |
| 38@              | 興華邨卓華樓                          | 環翠道                           |                                         |                                         |                                         |
| 39@              | 青年廣場                              | 環翠道                           |                                         |                                         |                                         |
| 40@              | 怡泰街                                | 柴灣道                           |                                         |                                         |                                         |
| 41@              | 漁灣邨                                | 柴灣道                           |                                         |                                         |                                         |
| 42@              | 常安街                                | 柴灣道                           |                                         |                                         |                                         |
| 43@              | 富欣花園                              | 小西灣道                         |                                         |                                         |                                         |
| 44@              | 培僑小學                              | 富怡道                           |                                         |                                         |                                         |
| 45@              | 小西灣（藍灣半島）                    | 小西灣（藍灣半島）公共運輸交匯處 |                                         |                                         |                                         |

- 註：

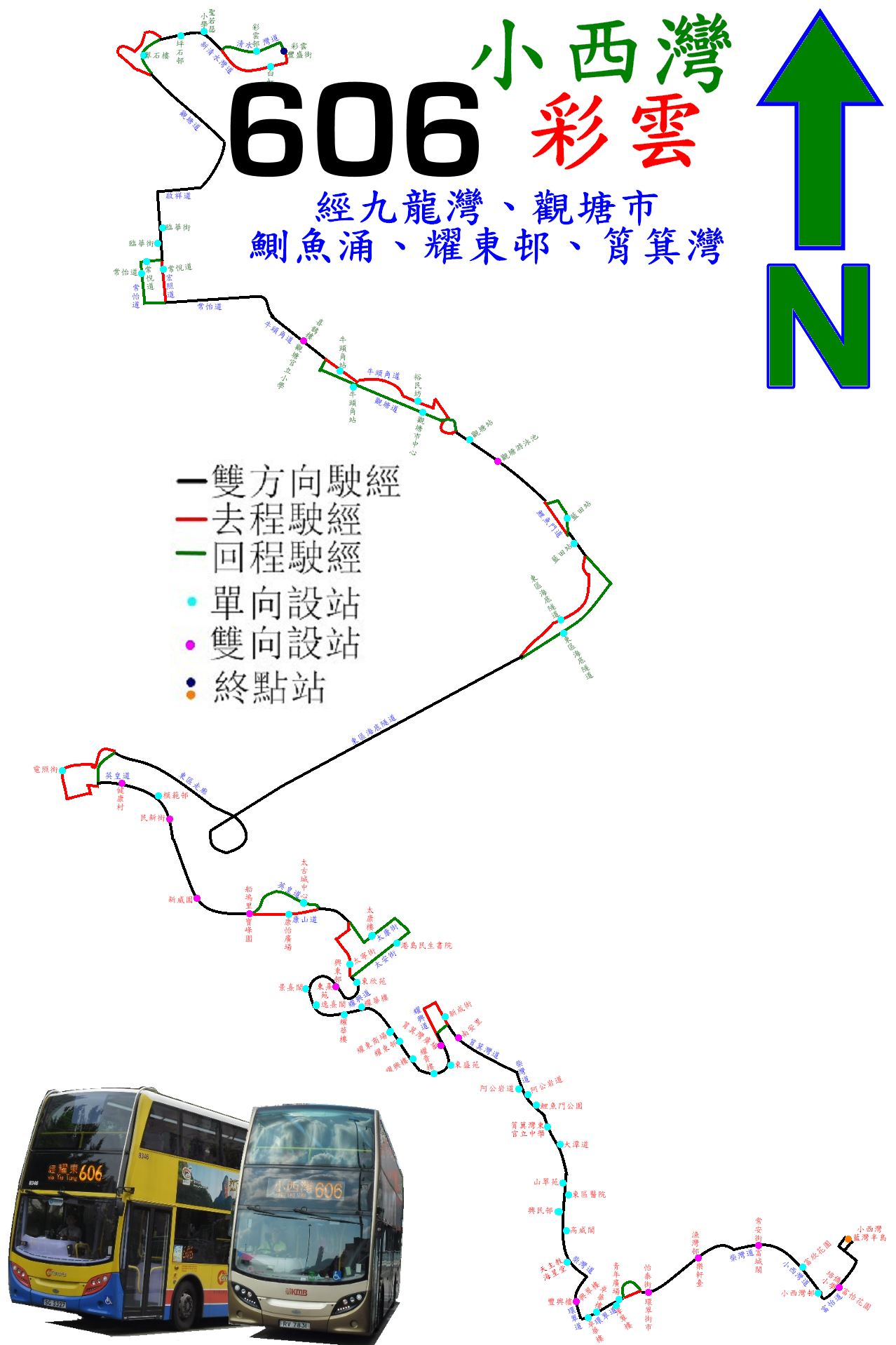
606線的走線圖

1. 星期日及公眾假期09:10前開出的班次及606A線將不停 #車站並改經 *車站 。
2. 606A線不停靠有 @ 號之車站，並加停有 ^ 號之車站。

606X
| 小西灣（藍灣半島）開 | 小西灣（藍灣半島）開              | 小西灣（藍灣半島）開             | 九龍灣／啟業邨開 | 九龍灣／啟業邨開                  | 九龍灣／啟業邨開     |
| 序號                 | 車站名稱                          | 位置                             | 序號             | 車站名稱                          | 位置                 |
| -------------------- | --------------------------------- | -------------------------------- | ---------------- | --------------------------------- | -------------------- |
| 1                    | 小西灣（藍灣半島）                | 小西灣（藍灣半島）公共運輸交匯處 | *#               | 啟業巴士總站                      | 啟業巴士總站         |
| 2                    | 富怡花園                          | 富怡道                           | #                | 臨華街                            | 宏照道               |
| 3                    | 小西灣邨                          | 小西灣道                         | 1^               | 九龍灣巴士總站 九龍灣（企業廣場） | 九龍灣公共運輸交匯處 |
| 4                    | 富城閣                            | 柴灣道                           | 2^               | 宏通街                            | 啟福道               |
| 5                    | 樂軒臺                            | 柴灣道                           | #                | 常悅道 (企業廣場)                 | 常悅道 (企業廣場)    |
| 6                    | 環翠街市                          | 柴灣道                           | #                | 常怡道                            | 常怡道               |
| 7                    | 環翠邨澤翠樓                      | 環翠道                           | 3                | 花園大廈喜鵲樓                    | 牛頭角道             |
| 8                    | 興華邨卓華樓                      | 環翠道                           | 4                | 牛頭角站（V1）                    | 觀塘道               |
| 9                    | 興華邨豐興樓                      | 環翠道                           | 5                | 觀塘市中心（T2）                  | 觀塘道               |
| 10                   | 天主教海星堂                      | 柴灣道                           | 6                | 觀塘站（S5）                      | 觀塘站公共運輸交匯處 |
| 11                   | 興民邨                            | 柴灣道                           | 7                | 觀塘游泳池（R3）                  | 鯉魚門道             |
| 12                   | 山翠苑                            | 柴灣道                           | 8                | 藍田站                            | 藍田公共運輸交匯處   |
| 13                   | 筲箕灣官立中學                    | 柴灣道                           | 9                | 東區海底隧道轉車站（K1）          | 東區海底隧道         |
| 14                   | 阿公岩道                          | 柴灣道                           | 10               | 筲箕灣                            | 筲箕灣巴士總站       |
| 15                   | 筲箕灣                            | 筲箕灣巴士總站                   | 11               | 阿公岩道                          | 柴灣道               |
| 16                   | 東區海底隧道轉車站（L1）          | 東區海底隧道                     | 12               | 鯉魚門公園                        | 柴灣道               |
| 17                   | 藍田站                            | 鯉魚門道                         | 13               | 大潭道                            | 柴灣道               |
| 18                   | 觀塘法院（F2）                    | 鯉魚門道                         | 14               | 東區醫院                          | 柴灣道               |
| 19                   | 裕民坊                            | 裕民坊                           | 15               | 高威閣                            | 柴灣道               |
| 20                   | 牛頭角站                          | 牛頭角道                         | 16               | 康民街                            | 柴灣道               |
| 21                   | 觀塘官立小學                      | 牛頭角道                         | 17               | 怡泰街                            | 柴灣道               |
| 22                   | 常悅道 (Megabox)                  | 宏照道                           | 18               | 漁灣邨                            | 柴灣道               |
| 23                   | 九龍灣巴士總站 九龍灣（企業廣場） | 九龍灣公共運輸交匯處             | 19               | 常安街                            | 柴灣道               |
|                      |                                   |                                  | 20               | 富欣花園                          | 小西灣道             |
| 21                   | 培僑小學                          | 富怡道                           |                  |                                   |                      |
| 22                   | 小西灣（藍灣半島）                | 小西灣（藍灣半島）公共運輸交匯處 |                  |                                   |                      |

- 早上特別班次加停有 * 號的車站。

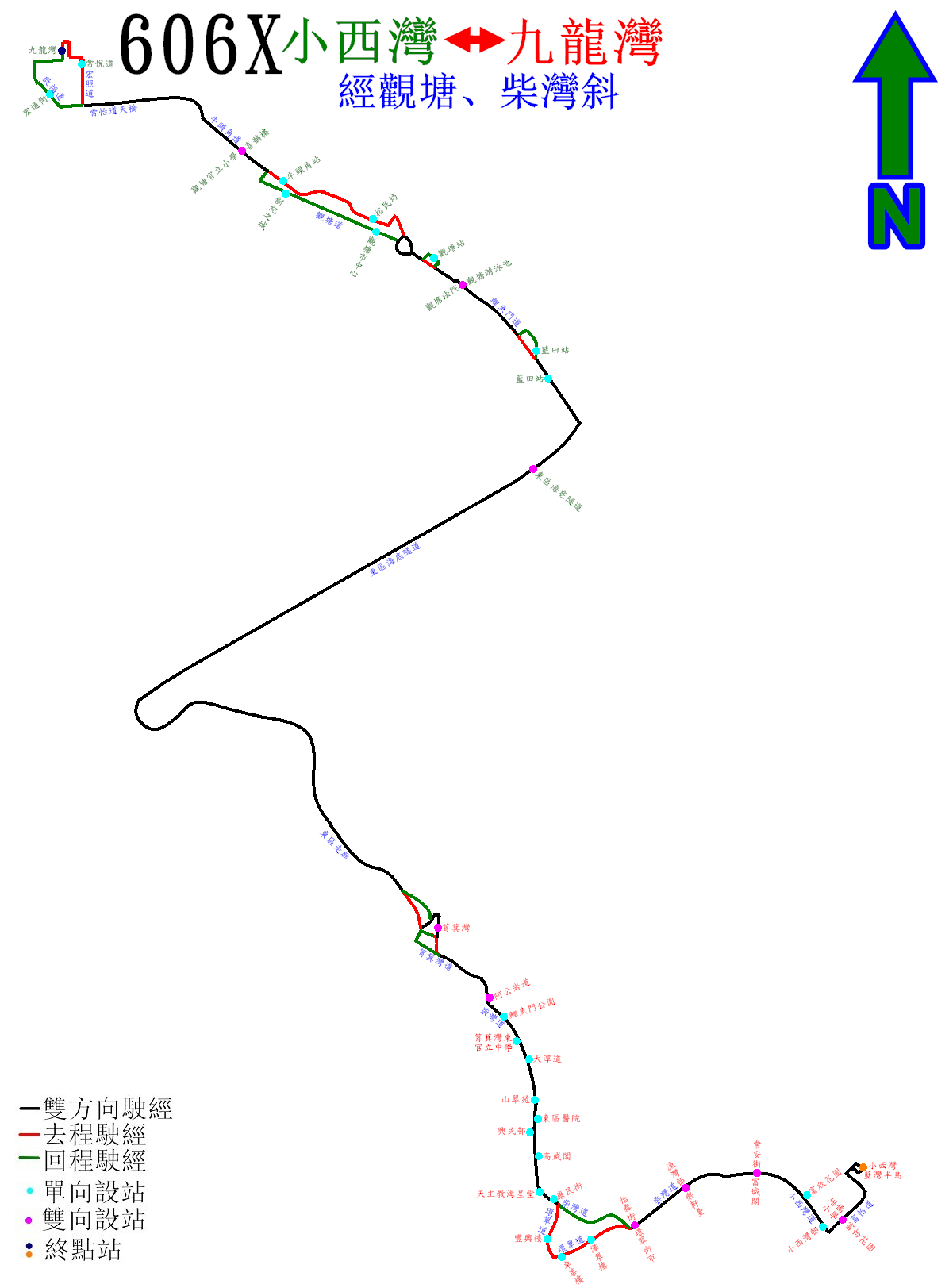
606X線的走線圖

- 黃昏班次不停靠有 ^ 號之車站，並停靠有 # 號的車站。

## 客量
606線是牛池灣、牛頭角及觀塘市中心目前唯一一條來往鰂魚涌至小西灣一帶的全日專利過海巴士路線。不過，因為路線迂迴，須繞經九龍灣商貿區及耀東邨，不利與港鐵競爭，九龍灣商貿區至筲箕灣的一段更被無須途經觀塘及耀東，服務時間亦更長的608線搶客，所以是屬於客量偏低的東隧專利巴士路線之一，客量主要來自耀東邨來往東九龍的乘客。
本線在晚上八時開出尾班車，並非服務至深夜，服務時間以外只有港鐵能往返沿線（不包括耀東邨及小西灣）。港鐵將軍澳綫通車後，雖然由港島東區需轉綫兩次（鰂魚涌及油塘，而且鰂魚涌站轉綫距離相當冗長）才能來往東九龍，但路線仍然受走線迂迴影響而缺乏競爭力。由於606線在港島須要繞經北角及西灣河，而西灣河與柴灣之間則繞經耀東邨而非直接取道筲箕灣道，導致往來終點站小西灣藍灣半島的車程大幅延長，即使小西灣不是港鐵覆蓋範圍，但本線的迂迴車程使乘客卻步（由小西灣開出，需花上半小時才能到達西灣河、結果到達東隧已經花上一小時，同一時間，由小西灣開出的694已經走畢全程；2021年獲建議增設，於繁忙時間不途經西灣河至北角，直接前往九龍灣商貿區及啟德的608P開辦後，本線客量預料將進一步流失），而且本線過海前沒有提供分段收費吸引乘客，以致乘客流失至601、619、694等。雖然港鐵收費較高昂，但港鐵來往港島東區及東九龍明顯較快捷，加上有觀塘至柴灣紅色小巴競爭，因此客量一直偏低，客源主要是東九龍居民前往港島東工作的乘客。有見於此，巴士公司在早上分拆606A及606X線，方便乘客前往東九龍。
此外，有不少乘客選乘此路線來往彩雲邨及九龍灣商貿區，雖然有專線小巴作競爭，但此路線比小巴快捷，為此路線增添不少額外客源。加上港鐵的服務質素不穩以及經常加價的關係，故此，本線仍能吸納不欲轉車及喜歡「搭平車」的乘客，在一定程度上仍然有存在的價值。

## 衍生問題
如上段所述，由於路線冗長，因此在繁忙時間，容易出現脫班情況。有網民指出，每當下午繁忙時間一到，606線定必出現嚴重脫班，經常要35-45分鐘才等來一班車。
此外，亦有網民投訴司機駕駛態度惡劣，包括行車速度過快或過慢，在不恰當位置上落客等，而投訴本路線的服務於各大討論區或報章上可謂屢見不鮮。